# Villanueva de San Carlos
Villanueva de San Carlos település Spanyolországban, Ciudad Real tartományban. Villanueva de San Carlos Aldea del Rey, Calzada de Calatrava, Mestanza és Puertollano községekkel határos. Lakosainak száma 272 fő (2024).

## Népesség
A település népessége az elmúlt években az alábbi módon változott:
| Lakosok száma | 448  | 418  | 398  | 382  | 378  | 324  | 306  | 290  | 280  | 272  |
|               | 2001 | 2004 | 2006 | 2009 | 2011 | 2014 | 2016 | 2019 | 2021 | 2024 |